# Hoplolabis subareolata
Hoplolabis subareolata är en tvåvingeart som först beskrevs av Alexander 1932.  Hoplolabis subareolata ingår i släktet Hoplolabis och familjen småharkrankar. Inga underarter finns listade i Catalogue of Life.